# 斑鰭背甲鯰
斑鰭背甲鯰為輻鰭魚綱鯰形目甲鯰科的其中一種，為亞熱帶淡水魚，分布於南美洲巴拉圭河、巴拉那河棘拉布拉他河流域，體長可達4公分，棲息在底層水域，生活習性不明。

## 扩展阅读
維基物種上的相關：斑鰭背甲鯰